# 张秋人
张秋人（1893年3月19日—1928年2月8日），乳名友表，学名慕翰，别号秋莼，浙江诸暨人，中国共产党早期人物。
张秋人早年曾就读于绍兴越材中学、宁波崇信中学。1921年加入中国社会主义青年团，1922年加入中国共产党。同年前往湖南省立三师任英语教员，并于1923年当选共青团中央候补委员。其后曾任中共上海地方兼区执行委员会候补委员、团江浙皖区兼上海地方执委会秘书，并补选为共青团中央委员。1926年来到广州任《政治周报》编辑。后前往黄埔军校担任教官。1927年四·一二事件后回到上海，又出任中共浙江省委书记。1927年9月28日在杭州被捕，1928年2月8日被处死。
张秋人厌恶童养媳制度，没有与童养媳钱芬花（后来改名钱希均）结婚，但引导其加入了中国共产党。